# Petrosaurus slevini
Petrosaurus slevini (гуардійська кам'яна ігуана) — вид ігуаноподібних ящірок родини фриносомових (Phrynosomatidae). Ендемік Мексики.

## Поширення і екологія
Гуардійські кам'яні ігуани є ендеміками острова Анхель-де-ла-Гуарда в Каліфорнійській затоці та на сусідньому острівці Мехія. Вони живуть серед скель.